# Eiji Ubusawa
Eiji Ubusawa (生沢 英二, Ubusawa Eiji) (1894 - ?) est un photographe japonais.